# Devadaha
Devadaha – gaun wikas samiti w zachodniej części Nepalu w strefie Lumbini w dystrykcie Rupandehi. Według nepalskiego spisu powszechnego z 2001 roku liczył on 4355 gospodarstw domowych i 22122 mieszkańców (11376 kobiet i 10746 mężczyzn).